# پاپ گریگوری پانزدهم
پاپ گریگوری پانزدهم (به انگلیسی: Gregory XV) (تولد ۹ ژانویه ۱۵۵۴ - درگذشت ۸ ژوئیه ۱۶۲۳) یکی از پاپ‌های کلیسای کاتولیک رم بود که در ایتالیا به دنیا آمد و از ۱۶۲۱ تا ۱۶۲۳ میلادی پاپ بود.

## نگارخانه

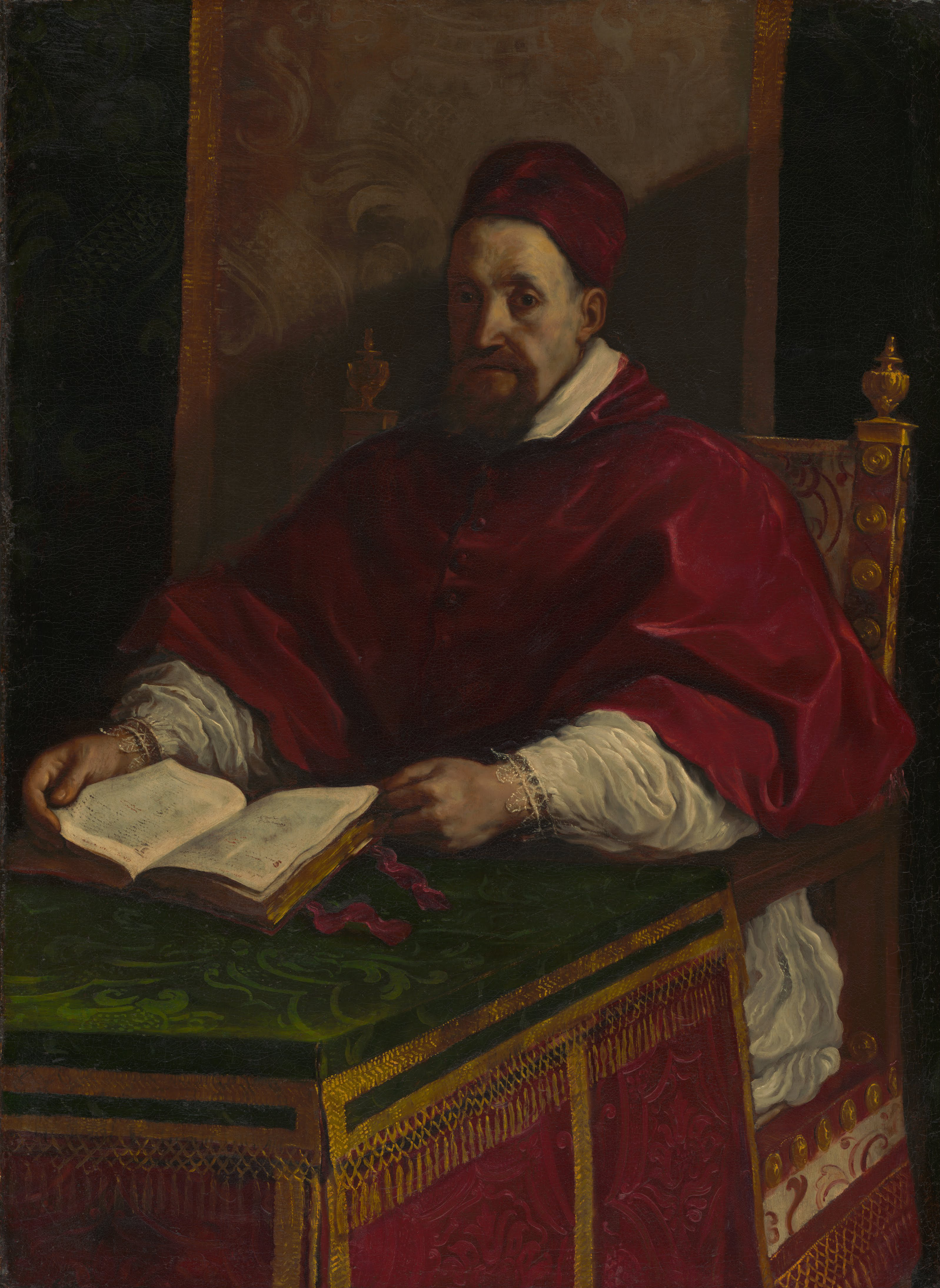